# Mortagne-sur-Gironde
Mortagne-sur-Gironde település Franciaországban, Charente-Maritime megyében. Lakosainak száma 911 fő (2022. január 1.). Mortagne-sur-Gironde Boutenac-Touvent, Brie-sous-Mortagne, Chenac-Saint-Seurin-d’Uzet, Virollet, Valeyrac, Floirac és Jau-Dignac-et-Loirac községekkel határos.

## Népesség
A település népességének változása:
| Lakosok száma | 1210 | 1039 | 967  | 1022 | 1031 | 915  | 904  | 911  | 922  | 911  |
|               | 1968 | 1982 | 1999 | 2006 | 2011 | 2015 | 2017 | 2018 | 2020 | 2022 |